# ۶۵۵ (میلادی)
۶۵۵ (میلادی) ششصد و پنجاه و پنجمین سال تقویم میلادی است.

## رویدادها[۱]
بر اساس مکان
امپراتوری بیزانس
- نبرد دکل‌ها: امپراتور کنستانس دوم شخصاً فرماندهی ناوگان بیزانس (۵۰۰ کشتی) را بر عهده دارد و برای مقابله با نیروی دریایی اعراب عازم می‌شود. او به استان لیکیه (که اکنون در ترکیه است) در منطقه جنوبی آسیای صغیر سفر می‌کند. دو نیرو در ساحل کوه فینیکس، نزدیک بندر فینیکس (فینیکه امروزی) به هم می‌رسند. اعراب تحت فرماندهی عبدالله بن سعد در نبرد پیروز می‌شوند، اگرچه تلفات هر دو طرف سنگین است. کنستانس به سختی به قسطنطنیه فرار می‌کند.

بریتانیا
- ۱۵ نوامبر - نبرد وینوید: شاه اوسویو از برنیکا، رقیب خود، شاه پندا از مرسیا را در کوک بک، نزدیک جایی که بعدها لیدز (یورکشایر) شد، شکست می‌دهد. شاه کادافائل کادومد از گویند(Cadafael, King of Gwynedd[۲]) و اوتلوالد از دیرا، متحدان مرسیا، نیروهای خود را قبل از شروع نبرد عقب‌نشینی می‌کنند. این نبرد نشانگر شکست آخرین نیروی بت‌پرست معتبر در انگلستان است. همچنین بذرهایی را می‌پاشد که منجر به پذیرش کلیسای کاتولیک توسط آنگلوساکسون‌ها می‌شود (تاریخ تقریبی).

- اوسویو بر بخش بزرگی از بریتانیای کبیر فرمانروا (برتوالدا) می‌شود. او خود را به عنوان پادشاه مرسیا معرفی می‌کند و دامادش، پسر پندا، پئادا، را به عنوان پادشاه تابع بر آنگلیای میانه منصوب می‌کند.

آسیا
- ملکه کوگیوکو دوباره بر تخت سلطنت ژاپن تکیه می‌زند و سلطنت جدیدی را با عنوان سایمی-تنو آغاز می‌کند.

- ارتش‌های عرب خراسان (ایران) و جاده ابریشم در امتداد ماوراءالنهر (آسیای مرکزی) را فتح می‌کنند.

- پادشاه ویکرامادیتیا اول (Vikramaditya I) از چالوکیا (هند) پس از شکست دادن برادرانش، پادشاهی را دوباره متحد می‌کند.

بر اساس موضوع
دین
- ۱۵ مه - پاپ مارتین اول به خرسونسوس، کریمه (اوکراین) تبعید شد. او بعداً پس از ۶ سال سلطنت در شبه جزیره کریمه درگذشت و اوژنیوس یکم را به عنوان پاپ بلامنازع باقی گذاشت.

- پئادا کلیسای جامع پیتربورو (استان کانتربری) را تأسیس کرد. این کلیسا به یکی از اولین مراکز مسیحیت در انگلستان تبدیل شد. دئوسدیت به عنوان اسقف اعظم کانتربری تقدیس شد.

## زادگان[۱]
- ژان ششم، پاپ روم (متوفی ۷۰۵)

## درگذشتگان[۱]
- ۱۶ سپتامبر – پاپ مارتین اول

- ۱۵ نوامبر – اتلهره، پادشاه آنگلیای شرقی

- ۱۵ نوامبر – پندا، پادشاه مرسیا

- کادافائل کادومد، پادشاه گوینِز

- دیدیه اهل کائور، اسقف فرانک‌ها

- فویلان، مبلغ ایرلندی (تاریخ تقریبی)

- لوینگش مک کولمین، پادشاه کانوت (ایرلند)

- تئودور رشتونی، سردار ارمنی

- وانگ، ملکه سلسله تانگ

- شیائو، معشوقه گائو زونگ

- سلمان فارسی - پندا، شاه مرسیا (در نبردی کشته شد)

‎